# Joey DeMaio
Joey DeMaio (Auburn, New York, SAD, 6. ožujka 1954.) američki je heavy metal basist i tekstopisac. Također je utemeljitelj producentske kuće Magic Circle Music. Najpoznatiji je kao basist i jedan od osnivača heavy metal sastava Manowar.

## Vanjske poveznice
- Manowar – službene stranice (engl.)